# Museu da Força Aérea Real de Londres
O Royal Air Force Museum (RAF Museum) é um museu aeronáutico dedicado à historia da aviação, particularmente daquela afeita à Royal Air Force (Força Aérea Real), um dos braços das forças armadas do Reino Unido.
O Museu está localizado no antigo aeródromo de Hendon na zona norte de Londres, tem cinco edifícios principais e hangares dedicados a história da aviação e da força aérea real. Faz parte do museu da Força Aérea Real, patrocinado pelo Ministério da Defesa, uma Instituição de Caridade Registrada, mas separada da Força Aérea Real.
Uma segunda coleção de exposições, além de instalações de restauração de aeronaves, está alojado no Museu de força aérea real em Cosford em Shropshire a 8 quilômetros ao nordeste de Wolverhampton a oeste de Midlands no centro de Inglaterra. Um terceiro local e uma instalação de armazenamento em Stafford, não muito longe de Cosford.

## História

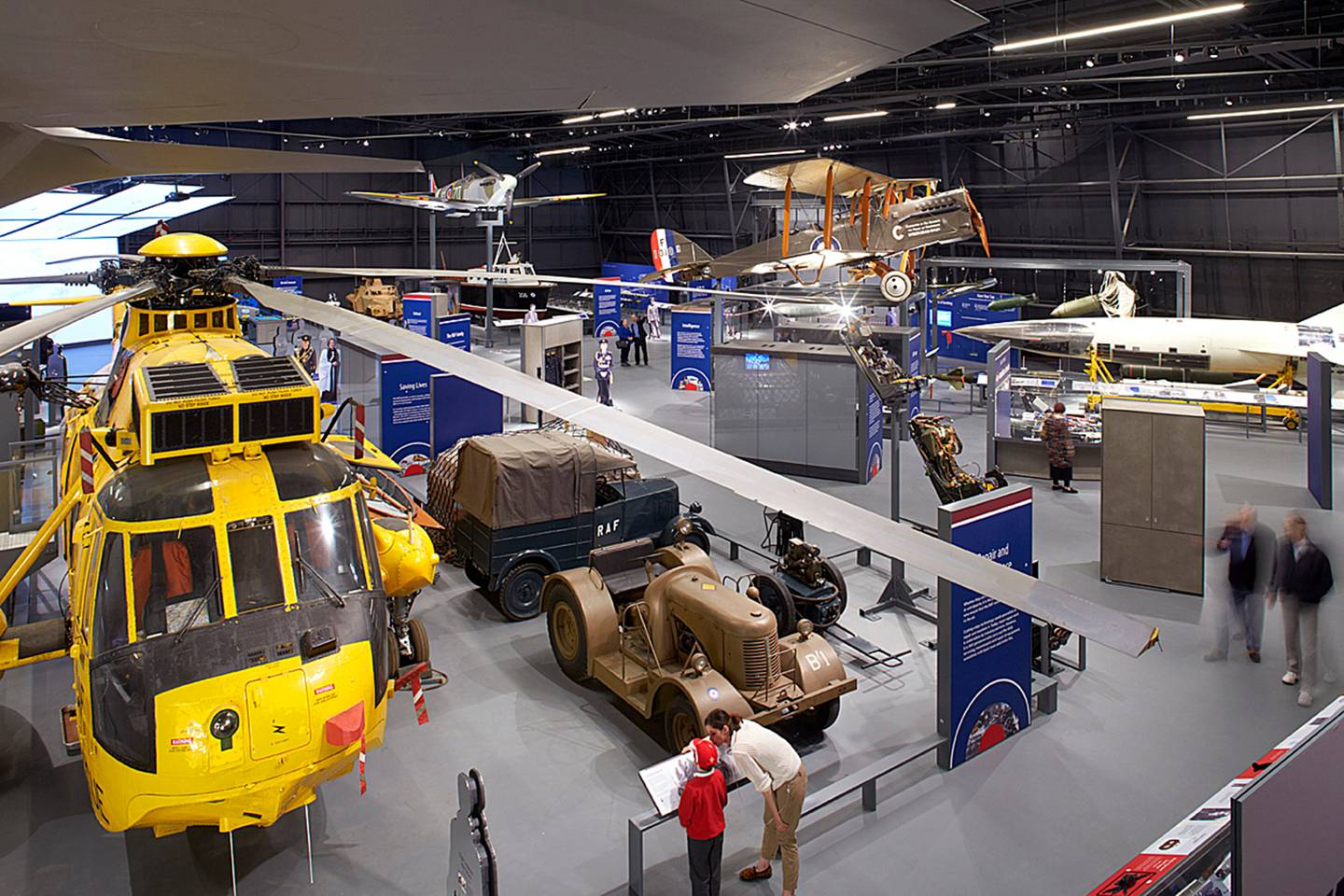
Os primeiros 100 anos da RAF, mostrados no museu.

O local do museu em Colindale já fez parte da RAF em Hendon, e antes disso, foi uma dos primeiros aeródromos civis adquirido por Claude Grahame-Write em 1911. 
Em 1914, o aeródromo dinâmico foi requisitado para defesa nacional durante a primeira guerra mundial. Hendon tornou se a estação real naval aérea, treinando novos pilotos na escola de aviação no local. Operações terminaram logo depois da grande guerra. no entanto o aeródromo continuou o ponto focal para aviação para a força aérea real onde eles faziam as suas demonstrações aéreas anuais em Hendon entre 1921 a 1937 a última edição que atraiu mais de 200.000 espectadores. 
De 1927 a 1939 Hendon foi a casa do esquadrão número 601 com a alcunha de esquadrão milionário devido Á riqueza e alta classe dos seus voluntários. Em 1939 o desfecho da guerra viu Hendon mais uma vez a ser a estação operacional da RAF e casa do esquadrão de transportes e comunicações da RAF. RAF Hendon também serviu como estação de combate durante a batalha de Grâ-Bretanha.  
O último voo para Hendon de uma aeronave de asa fixa teve lugar no dia 19 de junho de 1968 com uma abertura oficial para a Rainha Elisabeth II em 1972. Os hangares acomodavam 36 aeronaves na inauguração. No seguimento dos anos, a coleção aumentou e as aeronaves que nao estavam em exposição em Hendon estavam foram arrecadas em estações mais pequenas do museu.
O primeiro diretor do museu foi o dr John Tanner que se aposentou em 1987. Em 1988 o Dr Michael A. Fopp foi nomeado diretor geral dos 3 locais operados pelo museu. O major-general aposentado Peter Dye substituiu Fopp como diretor geral. No dia 9 de junho de 2010. Em outubro de 2014, foi anunciado que Maggie Appleton era a nomeada como Diretora Executiva do Museu. A senhora Appleton assumiu o seu posto em 2015, um desvio de posto tradicional gera que Peter Dye manteve até se reformar nos finais de 2014.
O museu da Batalha da Grã-Bretanha (mais tarde conhecido como Hall) foi inaugurado pela rainha Elizabeth, a rainha Mãe em novembro de 1978, o evento foi assistido por muitos ex pilotos de caça. No dia 3 de outubro de 2016 o Hall da Batalha da Grã-Bretanha foi fechado permanentemente depois de 38 anos de existência. A coleção foi distribuída de modo a permitir que a Batalha da Grã-Bretanha fosse apresentada em ambos os locais de Londres e Cosford, como parte de outras exposições temáticas nas comemorações do centenário 
O local de Hendon foi completamente renovado com assistência financeiro de Heritage Lottery Fund e outros donativos para celebrar o centenário da RAF em 2018. As mudanças incluíram: novas exibições, instalações comerciais, no hangar que anteriormente tinha exibido a coleção da batalha da Grã-Bretanha, um novo restaurante no edifício 52, um novo parque de estacionamento adjacente do Grahame Park Way, recolocação do portão de fibra de vidro do Hurricane e do Spitfire, 4 e uma nova exibição no que era o "Milestone of Flight" e paisagismo do antigo parque de estacionamento para criar uma zona de relvado para recreação no centro do local. O trabalho paisagístico teve intenções de evocar nos visitantes a ideia de como o antigo aeródromo de Hendon se tornou nesta área altamente urbanizada. Para facilitar as alterações do local de exposições um certo número de aeronaves exibidas foram transferidas de um local para outro ou transferidas para Cosford.

## Descrição geral

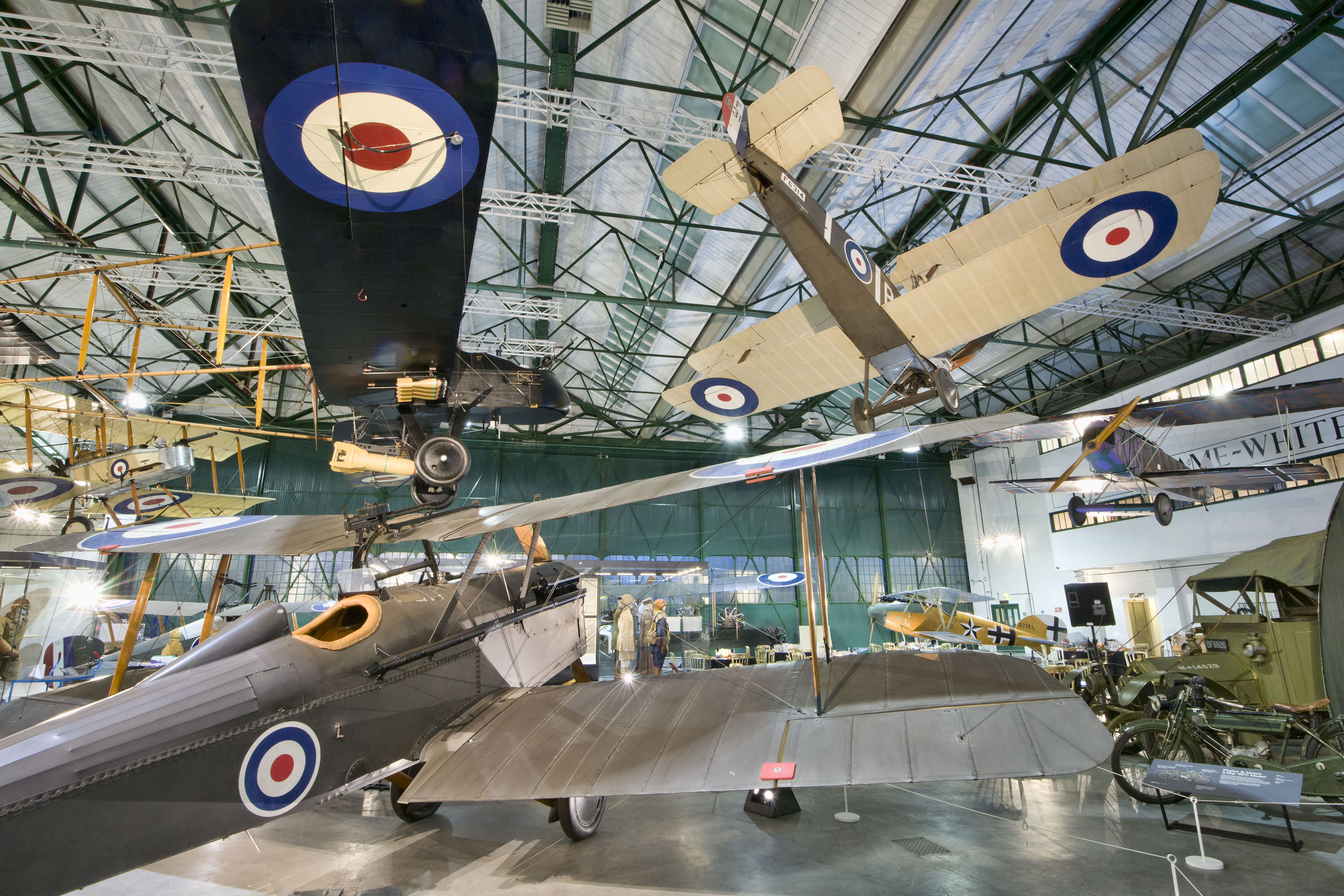
Aviões da primeira guerra mundial expostos.

O objetivo do museu e contar a sua história por meio do seu povo e da sua coleção. E um museu nacional e uma caridade registrada. o meu trabalha estreitamente com a RAF sua organização patrocinadora por meio do ministério da defesa. Tem duas localizações abertas ao público, em Colindale, Noroeste de Londres e em Cosford no centro de Inglaterra.
O museu da Força Aérea Real contém várias exibições espalhadas pelos 6 hangares:
- Hangar 1 tem duas novas exibições, RAF Stories (historia da RAF) e o First to the Future (Primeiro Para o Futuro)
- Hangar 2: A Fabrica De Grahame-White
- Hangar 3 e 4: Hangares Historicos
- Hangar 5: A Sala de Bombardeiro
- Hangar 6: A Idade da Incerteza

A partir de 2010, tinha perto de 100 aeronaves, incluindo o "Avro Lancaster S-Sugar" que voou 137 ataques.Também inclui o único "Hawker Typhoon" completo. Recentemente adicionaram o helicóptero "Westland Sea King", pilotado pela Sua Alteza Real Príncipe William, um Gnat utilizado para treinos de jato pelos "Red Arrows", e ainda uma maquete à escala do "F-35 Lightning II stealth fighter".
Os diferentes hangares são conectados por uma rotunda, rodeada de uma área de relva adequada para atividades ao ar livre, e uma paisagem de prado. O principal ponto de entrada é o Hangar 1, ao qual se pode aceder através de um ponto de entrada para pedestres. O Museu também apresenta um restaurante novo que foi construído dentro do edifício de uma loja dos anos 1930. Perto dele está uma área para as crianças brincarem com uma mini aeronave da Força Aérea Real, veículos e edifícios. Um centro de voluntariado foi criado no edifício 69, onde originalmente se embalavam os pára-quedas da Força Aérea Real. 
Os arquivos do museu contém milhares de documentos em formato papel, livros e fotografias estão situados no andar de cima dos hangares 3/4/5. É possível aceder aos arquivos por fazer uma marcação para visitar a sala de leitura.
O museu contém um enorme parque de estacionamento incluindo postes de carga para veículos elétricos. Existem ligações de transportes públicos razoáveis, com a estação de metro de Colindale que pertence a Northern line, a cerca de 600 metros de distância. 

### Hangar 1
História do RAF, OS primeiros 100 anos 1928-2018. Esta exibição conta-nos a história dos 100 primeiros anos da RAF desde a sua criação em 1918 como a primeira força aérea independente do mundo. Explora os diferentes cargos das pessoas da RAF junto com as grandes revoluções tecnológicas. Por meio da junção das exibições tentou ampliar-se a visão tradicional da RAF rumo a uma organização diversa e em constante evolução.
RAF - First to the Future (Primeiro para o futuro) convida os visitantes a explorar o trabalho da RAF hoje e como o serviço prepara-se para o futuro.

### Hangar 2
Primeira Guerra Mundial na exibição aérea. a história desenrola-se desde os primeiros dias de voo aqui no local do aeródromo de londres, até a formação da força real independente em 1918. Essa exibição foi premiada como "melhor projeto heritage " votado pelo público nos prêmios da loteria nacional de 2015.

### Hangar 3 e 4: Hangares Históricos
Estes hangares focam-se nas aeronaves da 2 guerra mundial e a guerra fria. no centro estão quatro originais aviões de combate da batalha da Grã-Bretanha, o Furacão Hawker (Hurricane Hawker), o Messerschmitt BF 109, o Supermarine Spitfire e o menos conhecido FIAT CR 42. Também Holds a exibição asas sobre o mar (wing over water), whirling rotos com um grande número de helicópteros, mas também inúmeras aeronaves. Esses hangares foram recentemente reformados e com silhueta em tamanho natural de diferentes tripulações da RAF que a sua maneira estão conectados a uma aeronave específica na coleção.

### Hangar 5: A Sala de Bombardeiro
A Batalha da Britânia: os icônicos Junkers Ju 87, Heinkel He 111 e Bristol Blenheim mostram o elemento bombardeiro durante a Batalha da Grã-Bretanha.
No alvo: o comando bombardeiro, desde a vulnerável Fairey Battle até o famosos Avro Lancaster e o poderoso Avro Vulcan.
Friendly Invasion (Invasão amigável): explica como a oitava força aérea americana operou a partir de Grã-Bretanha para atacar alvos sobre a Alemanha Nazista.

### Hangar 6: The Age of Uncertainty (A Idade da Incerteza)
RAF na idade da incerteza explora a história da RAF desde 1980 até hoje. Visitantes conseguem descobrir mais sobre a RAF e os seus cargos diferentes no conflito Falklands, operação Tempestade no Deserto (Operation Desert Storm) no Iraque e a libertação do Kuwait, a recente operação nos Bálcãs, Afeganistão e a Líbia.
Este hangar e também a casa de um moderno centro de STEM (ciência, tecnologia, engenharia, e matemáticas) incorporando várias salas de aula, alcançando uma variedade maior de escolas do que era possível anteriormente, e usando uma abordagem circular para incluir STEM e histórico.

### Aeronaves em exposição
- BAe Harrier GR.3
- Blériot XI
- De Havilland Mosquito B.35
- Eurofighter Typhoon (protótipo)
- Fokker D.VII
- Hawker Hart II
- Hawker Tempest V
- Lockheed Martin F-35 Lightning II (maquete)
- North American P-51D Mustang
- Sikorsky R-4
- Sopwith Camel
- Airspeed Oxford I
- Avro Anson I
- Avro Lancaster B.I
- Avro Vulcan B.2
- Boeing B-17G Flying Fortress
- Consolidated B-24L Liberator
- Fairey Battle
- Focke Wulf Fw 190A-8/U-1
- Handley Page Halifax II (recuperado de destroços)
- Hawker Siddeley Buccaneer S.2B
- Heinkel He 162A-2
- North American TB-25J Mitchell
- Panavia Tornado GR.1A
- Percival Prentice
- Royal Aircraft Factory B.E.2B
- Royal Aircraft Factory F.E.2B

#### Hangares 3/4/5
- Avro Rota
- Bristol Beaufighter TF.X
- Bristol Beaufort
- Bristol Sycamore
- BAC Jet Provost T.5
- BAC Lightning F.6
- Curtiss Kittyhawk IV
- de Havilland Canada Chipmunk
- de Havilland DH.9A
- de Havilland Vampire F.3
- English Electric Canberra PR.3
- European Helicopter Industries EH101
- Gloster Meteor F.8
- Hawker Hart II
- Hawker Hunter FGA.9
- Hawker Tempest II
- Hawker Tempest V
- Hawker Typhoon IB
- Lockheed Hudson IIIA
- McDonnell Douglas Phantom II FGR.2
- North American Harvard IIB
- Panavia Tornado F.3
- Republic Thunderbolt II
- Slingsby Grasshopper
- Supermarine Southampton
- Supermarine Spitfire F.24
- Supermarine Spitfire Vb
- Supermarine Stranraer
- Taylorcraft Auster I
- Westland Belvedere HC.1
- Westland Gazelle HT.3
- Westland Wessex HCC.4
- Westland Whirlwind
- Bristol Blenheim IV
- Fiat CR.42 Falco
- Gloster Gladiator I
- Hawker Hurricane I
- Heinkel He 111H-20
- Junkers Ju 87G-2
- Junkers Ju 88R-1
- Messerschmitt Bf 109E-3
- Messerschmitt Bf 110G-2
- Short Sunderland MR.5 -> Hangar 1
- Westland Lysander III

#### A Fábrica Grahame-White
- Albatros D.Va
- Avro 504K
- Blériot XXVII
- Bristol F.2B
- Caudron G.3
- Fokker D.VII
- Royal Aircraft Factory R.E.8
- Royal Aircraft Factory S.E.5A
- Sopwith Dolphin
- Sopwith Triplane
- Vickers F.B.5

#### Motores em exposição
- Bentley BR2
- Bristol Jupiter
- Bristol Mercury
- Bristol Hercules XVIII
- Curtiss OX-5
- Daimler-Benz DB 605
- Gnome Monosoupape
- Gnome Omega
- Green C.4
- Hispano-Suiza 8
- Lycoming T55
- Junkers Jumo 004
- Liberty L-12
- Napier Dagger
- Napier Gazelle
- Napier Double Scorpion
- Napier Lion VII
- Napier Sabre
- Power Jets W.2B/500
- Rolls-Royce Avon Mk.203
- Rolls-Royce Derwent V
- Rolls-Royce Derwent 8
- Rolls-Royce Eagle
- Rolls-Royce Hawk
- Rolls-Royce Griffon
- Rolls-Royce Kestrel IB
- Rolls-Royce Merlin III
- Rolls-Royce Merlin XX
- Rolls-Royce Merlin 23
- Rolls-Royce Pegasus
- Rolls-Royce Spey
- Rolls-Royce R
- Sunbeam Arab I